# Фонтанний ефект
Фонтанний ефект (рос.фонтанный эффект; англ. spout effect; нім. Fontäneeffekt m) — у нафтовидобуванні — газліфтний ефект, коли вільний газ виділяється із нафти, яка припливає із нафтового пласта у свердловину.

## Цікаво
Один з найбільших нафтових фонтанів було відкрито свердловиною промисловця Субалова в Бібі-Ейбаті 1892 р. Протягом 1893 р. свердловина дала майже 300 тис. т нафти, а всього (до вичерпання припливу наприкінці 1894 р.) — 453 тис. т.